# Rio Ardeleana
O Rio Ardeleana é um rio da Romênia afluente do rio Ilba, localizado no distrito de Maramureş.